# Kékszárnyú sáska
A kékszárnyú sáska (Oedipoda caerulescens) a sáskafélék családjába tartozó, Eurázsiában és Észak-Afrikában honos sáskafaj.

## Megjelenése
A kékszárnyú sáska testhossza a hím esetében 13-23 mm, a nőstény 20-29 mm. Közepes termetű faj. Alapszíne változatos, függ attól a környezettől, amiben felnőtt. Többnyire sötétebb vagy világosabb szürke, de lehet barna, okker, vöröses; előfordulnak majdnem fehér vagy fekete példányok is. A torpajzs hátsó széle V alakban megnyúlt, felszíne egyenetlen, középső gerince jól látható és középtájt egy varrat két részre osztja. A hátsó comb felső vonala nagyjából középen láthatóan megtörik. A hátsó lábszárak kékesek, a térdet világos gyűrű veszi körbe. A szárnyak a térden túlérnek, az elülső szárnyon 2 vagy 3 sötét keresztsáv található. A hátsó szárnyak jellegzetesen, feltűnően égszínkékek, végükön széles fekete sávval, a csúcsuk fehéren átlátszó. 
Nem ciripel. Mindkét nem lábainak együttes vagy külön-külön való fel-le mozgatásával kommunikál egymással. A hímek a párzási időszakban halk zümmögő hangot is kiadhatnak, miközben föl-alá járkálnak. Riválisaik jelenlétében rituálisan zümmögnek és emelgetik lábaikat. 

### Hasonló fajok
A homokszínű sáska hasonlít hozzá.

## Elterjedése
Eurázsiában és Észak-Afrikában honos az Ibériai-félszigettől egészen Közép-Ázsiáig. Északon egészen Dél-Svédországig hatol, bár inkább a mediterrán régióban gyakori. Magyarországon a megfelelő élőhelyeken eléggé elterjedt és gyakori.  

## Életmódja
Meleg, napsütötte, száraz homoki gyepek és sziklagyepek, felhagyott kőbányák, homokdűnék, vasúti töltések lakója. Fontos hogy a növényzet ne borítsa be teljesen a talajt (kb. 30-70%-os fedés az ideális). Növényevő, de elpusztult rovarokat is elfogyaszt. Közepesen jól repül. 
Kifejlett egyedeivel júniustól novemberig találkozhatunk. A nőstények a csupasz, laza homoktalajba rakják petéiket. Az áttelelő petékből április végén, május elején kelnek ki a lárvák, amelyek 4-5-ször vedlenek és minden fejlődési stádiumban egyre inkább hasonulnak színükben a környezethez.  

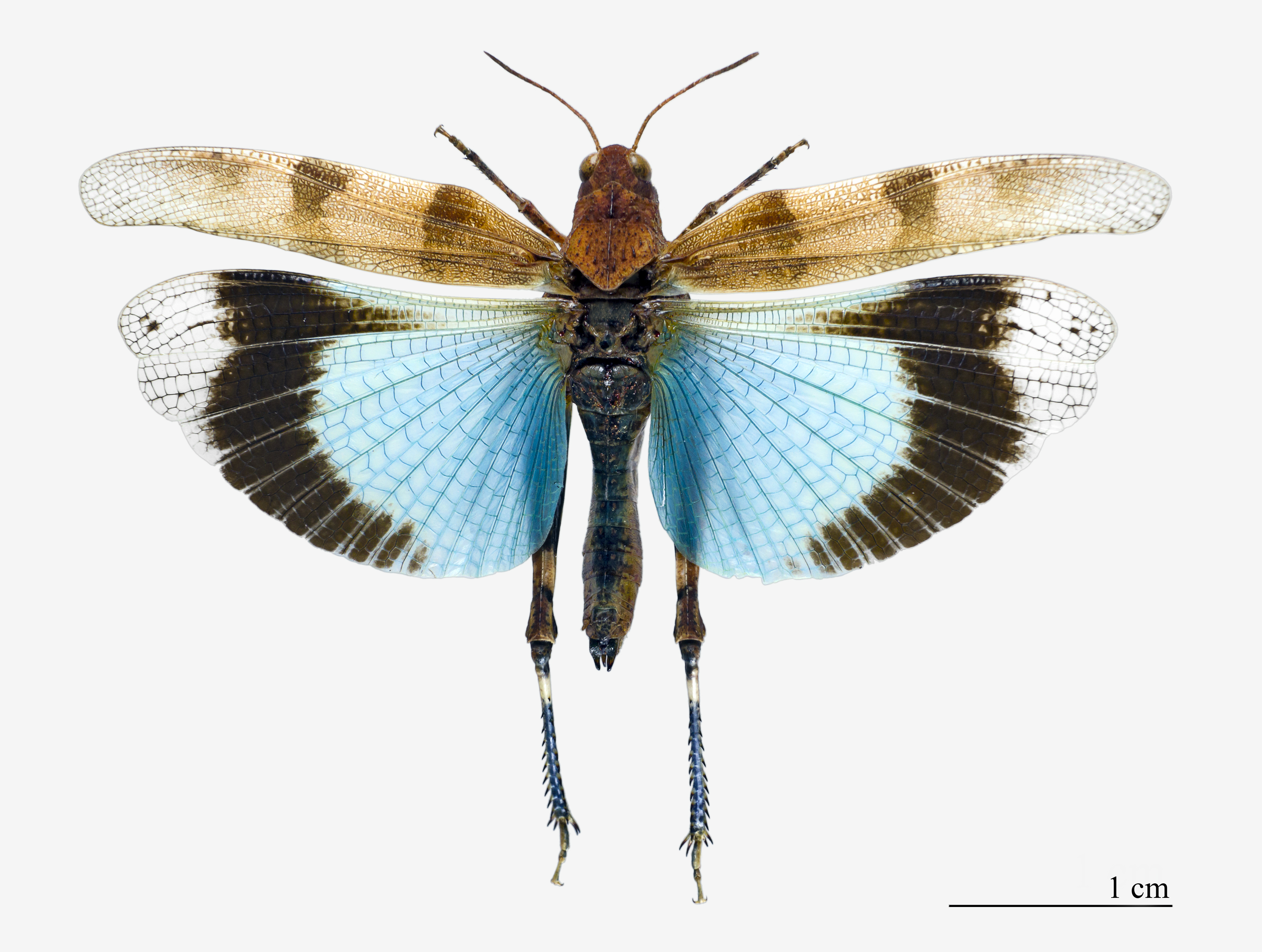
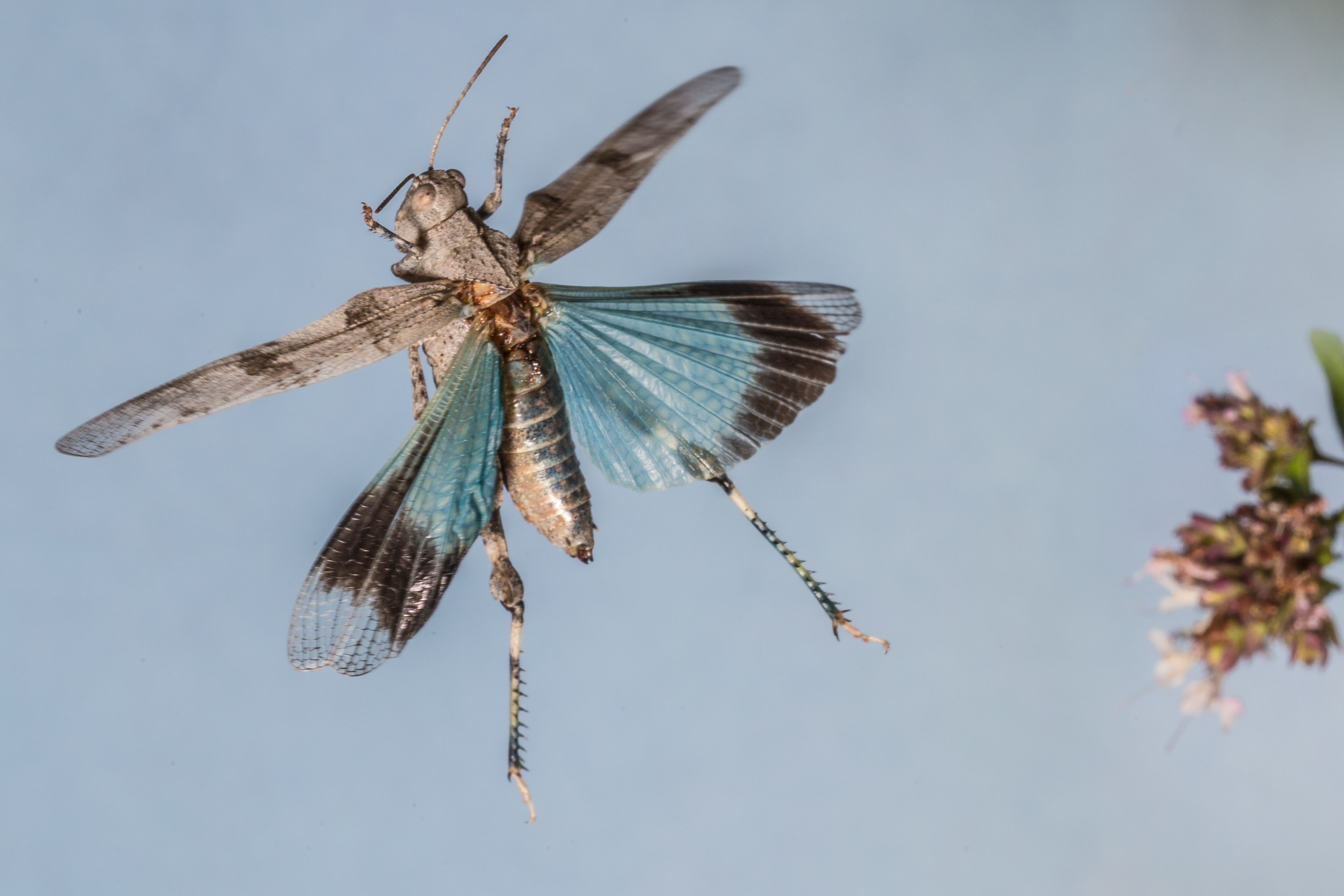
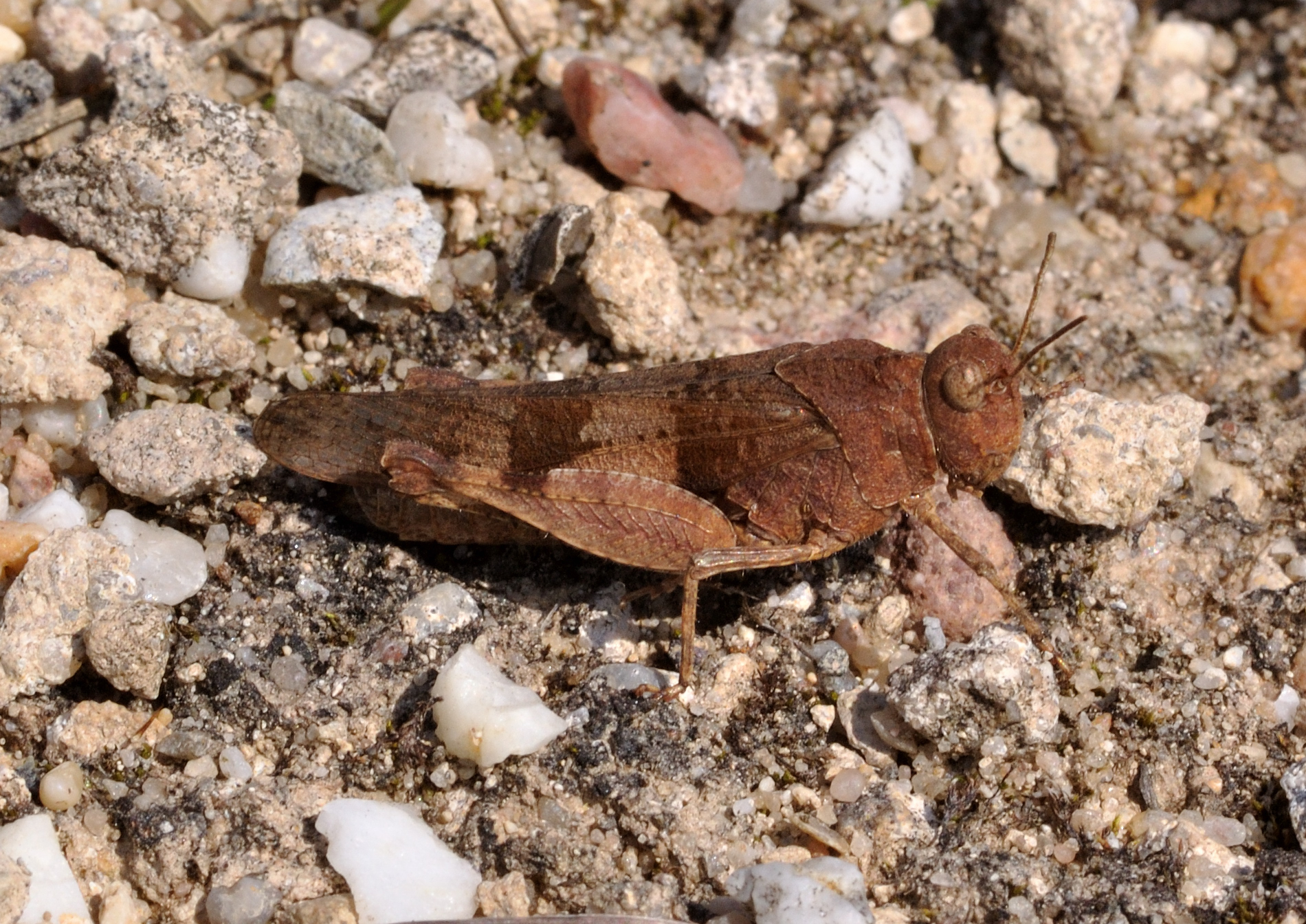
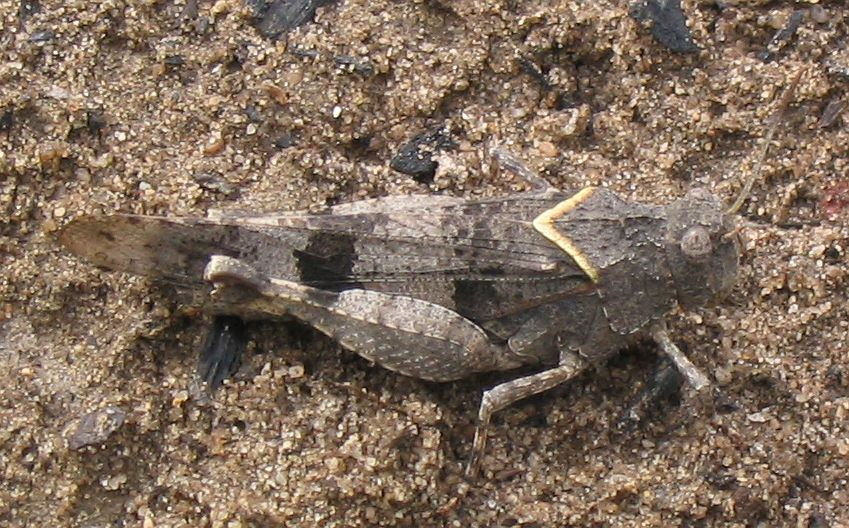
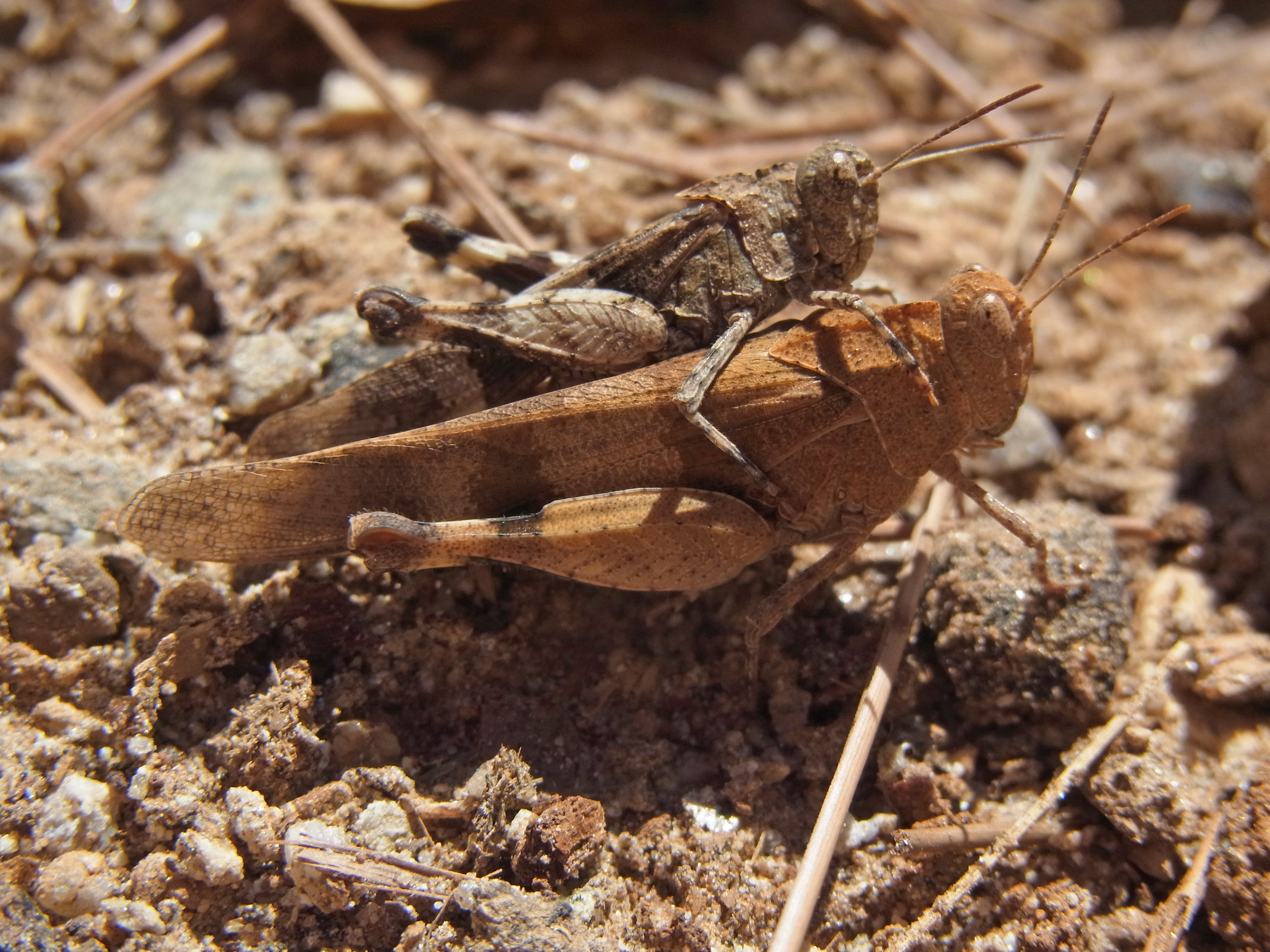

Magyarországon nem védett.